# 양지로 (남동구)

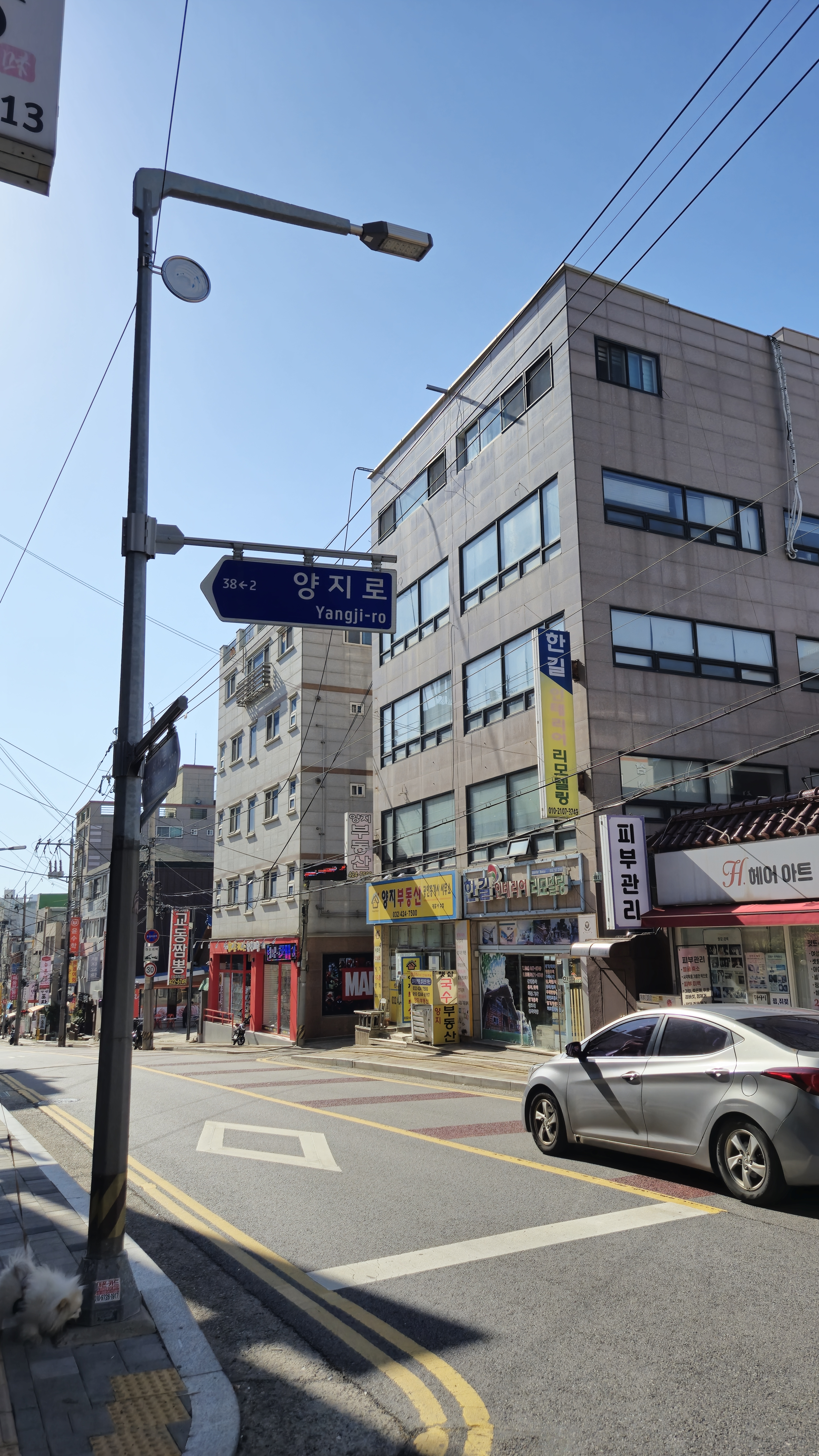
양지로 표지판(석산로방향 표지판)

양지로는 인천광역시 남동구에 위치한 도로이다. 구월동 72-58을 기점으로 구월동 72-28를 종점으로 한 도로이며, 0.19km(196m)의 매우 짧은 도로이다.

## 개요
양지로는 양지바른 마을이라는 옛 유래를 인용하여 명명되었으며, 2023년 09월 27일 고시 및 효력이 발생하여 제명되었다. 실제로 도로가 매우 짧고 인천구월한화포레나 아파트단지의 원형로타리에서 용천로105번길과 교차되면서 용천로와 가지도로 안 속에 있게 된 셈이 되었다. 
석산로에 표지판이 있지만 지나갈 수 없는 도로가 되었다. 도로가 짧게 끊기지만, 재개발 이후 양지로 표지판은 석산로 측면에서도 남아있게 되었다. 석산로에서 바로 진입이 안되며 용천로를 돌아 용천로 105번길을 경유해야 한다. 실제로 건축물 기준으로 재건축이 안된 우편번호 배정된 주소지가 2개 양지로 29, 양지로 31만 존재하는 매우 짧은 길이 되었다. 짧은 도로이지만 가지번호 도로(양지로 16번길, 석산로와 연계되는 위치)도 있다.  

## 인접한 도로
- 용천로105번길
- 석산로
- 용천로
- 용천로 97번길
- 용천로 87번길